# 環のスペクトル
抽象代数学と代数幾何学において，可換環 R のスペクトル Spec(R) とは，R のすべての素イデアルからなる集合である．通常ザリスキー位相と構造層をともに考え，それにより Spec(R) は局所環付き空間である．この形の局所環付き空間はアフィンスキームと呼ばれる．

## ザリスキー位相
可換環 R の任意のイデアル I に対し，VI を I を含む素イデアルの全体と定義する．この形の集合を閉集合と定義することで Spec(R) に位相を入れることができる．この位相をザリスキー位相と呼ぶ．
ザリスキー位相の基底を次のように構成できる．f ∈ R に対し，Df を f を含まない R の素イデアル全体と定義する．すると各 Df は Spec(R) の開集合であり，この形の開集合の全体はザリスキー位相の基底である．
Spec(R) は準コンパクトであるが，ほとんど決してハウスドルフではない．実際，R の極大イデアルがちょうどこの位相での閉点である．同じ理由により，Spec(R) は一般には T1 空間ではない．しかしながら，Spec(R) は必ず T0 空間である．また，スペクトル空間でもある．

## 層とスキーム
ザリスキー位相を持った空間 X = Spec(R) が与えられると，その構造層 OX が開集合 Df 上 Γ(Df, OX) を R の f における局所化 Rf とすることで定義される．これは B 層を定義し，したがって層を定義することを示すことができる．より詳しくは，開集合 Df たちはザリスキー位相の基底であるので，任意の開集合 U に対し，これを {Dfi}i∈I の和集合として表し，Γ(U, OX) = limi∈I Rfi とおく．この前層は層であることを確認でき，したがって Spec(R) は環付き空間である．この形の環付き空間に同型なものはアフィンスキームと呼ばれる．一般のスキームはアフィンスキームを貼り合わせて得られる．
同様に，環 R 上の加群 M に対して，Spec(R) 上の層 {\displaystyle {\tilde {M}}} を定義できる．加群の局所化を用いて，{\displaystyle \Gamma (D_{f},{\tilde {M}})=M_{f}} とする．上のように，この構成は Spec(R) のすべての開集合上の前層に拡張し，貼り合わせの公理を満たす．この形の層は準連接層と呼ばれる．
P が Spec(R) の点であるとき，すなわち素イデアルのとき，構造層の P における茎は R の P における局所化に等しく，これは局所環である．したがって，Spec(R) は局所環付き空間である．
R を整域とし，その分数体を K とすると，環 Γ(U, OX) をより具体的に以下のように記述できる．K の元 f が X の点 P において正則であるとは，b を P に属さない元として分数 f = a/b として表せるときにいう．これは代数幾何学における正則関数の概念と一致することに注意．この定義を用いると，Γ(U, OX) は U のすべての点 P において正則な K の元全体の集合として記述できる．

## 関手として
圏論のことばを用いて Spec が関手であることを見ることは有用である．任意の環準同型 f: R → S は連続写像 Spec(f): Spec(S) → Spec(R) を誘導する（なぜなら S の任意の素イデアルの引き戻しは R の素イデアルなので）．このようにして，Spec は可換環の圏から位相空間の圏への反変関手と見ることができる．さらに，任意の素イデアル P に対して，準同型 f は局所環の準同型
{\displaystyle O_{f^{-1}(P)}\to O_{P}}
に落ちる．したがって，Spec は可換環の圏から局所環付き空間の圏への反変関手をも定義している．実はそれは普遍的なそのような関手であり，したがって自然同型の違いを除いて関手 Spec を定義するのに用いることができる．
関手 Spec は可換環の圏とアフィンスキームの圏の間の反変同値をもたらし，これらの圏はそれぞれもう一方の反対圏としばしば考えられる．